# إليك بودن
إليك بودن (بالإنجليزية: Alec Boden)‏ (13 أغسطس 1925 في المملكة المتحدة - 24 يناير 2011) هو لاعب كرة قدم بريطاني في مركز قلب الدفاع. لعب مع نادي سلتيك ونادي كاودينبيث لكرة القدم ورابطة كرة القدم الاسكتلندية الحادية عشر ‏ ونادي آير يونايتد.